# 스튜어트 그리어
스튜어트 그리어(Stuart Greer, 1959년 12월 2일 ~ )는 미국의 배우, 연극 배우, 텔레비전 배우이다.
미국에서 태어났다.

## 방송
- 렉티파이 시즌3
- 턴 시즌2
- 렉티파이 시즌2

## 영화
- 아메리칸 울트라 (2015년)
- 제이슨 스타뎀의 홈프론트: 가족을 지켜라 (2013년) - 루이스 역
- 머드 (2012년) - 밀러 역
- 테이크 쉘터 (2011년) - 군대-해군 데이브 역
- 메카닉 (2011년)
- 루피언 (2007년)
- 리핑 - 10개의 재앙 (2007년) - 고든 역
- 로드 하우스 2 - 라스트 콜 (2006년)
- 도둑 (2006년)
- 글로리 로드 (2006년)
- 포기븐 (2005년)
- 스테이트사이드 (2004년)
- 로라 (2004년)
- 기프트 (2000년)
- 블랙 독 (1998년)
- 나는 네가 지난 여름에 한 일을 알고 있다 (1997년)
- 달빛 상자 (1996년)
- 즉결 심판 (1995년)
- 시티 레인져 (1993년)